# Feng Xuan
Dans ce nom chinois, le nom de famille, Feng, précède le nom personnel Xuan.
Feng Xuan (chinois : 冯铉 ; pinyin : Féng Xuàn, né en 1915 et décédé en 1986) est un homme politique de la République populaire de Chine originaire de  Wujing dans le Jiangsu.
En 1933, le Comité central du Parti communiste chinois l'envoie étudier à l'École internationale Lénine. À son retour en Chine, il rejoint officiellement le parti communiste et dirige la cellule politique de la Caserne de la Petite-Boukharie. En 1946, il occupe le poste de secrétaire de la délégation communiste à la Commission de conciliation militaire de Beiping. En 1947, il est nommé secrétaire général du Ministère des affaires sociales de la région de Mandchourie et membre du comité de la municipalité de Luda où se trouve le port de Dalian. Après la fondation de la république populaire de Chine, il dirige le Bureau de Tianjin de la Commission militaire du comité central du parti communiste. En 1950, il est le premier a occuper le poste de chef (ministre) d'une mission diplomatique de la République populaire de Chine auprès de la Suisse. Quand la mission devient une ambassade en 1956, Feng Xuan est promu ambassadeur.
En 1959, il devient secrétaire général du Département des enquêtes du Comité central, puis secrétaire adjoint du Conseil des affaires de l'État et du Congrès National du Peuple. En 1970, il dirige le Bureau central de liaison avec l'étranger et les Éditions des Affaires étrangères. En 1982, il devient conseiller du Bureau central de liaison avec l'étranger et de la Commission centrale de consultation.